# Sculpture of Time
Sculpture of Time é o terceiro álbum de estúdio da banda de rock japonesa La'cryma Christi, lançado em 12 de novembro de 1997. É seu primeiro álbum de estúdio em uma grande gravadora, a Polydor, e apesar de ser uma compilação de músicas já lançadas, é considerado um álbum de estúdio. Foi relançado em 24 de janeiro de 2007 e em 1 de janeiro de 2010.
Os singles incluídos no álbum são "Ivory Trees", música tema do programa de televisão Susume! Denpashōnen, "The Scent", tema da série de televisão Tonight II e "Nangoku" (南国), tema da série Tokoro-san no Kore Ari Nan Janai no!?.

## Recepção crítica
| Críticas profissionais | Críticas profissionais |
| Avaliações da crítica  | Avaliações da crítica  |
| Fonte                  | Avaliação              |
| ---------------------- | ---------------------- |
| Sputnikmusic           | [ 1 ]                  |

Sputnikmusic, em crítica ao álbum, afirmou: "[...] O jovem grupo mostra seu estilo característico de equilibrar elementos brilhantes e sombrios para criar uma obra-prima visual que muitos ainda admiram hoje". Já o portal de música asiática JaME World, antes de elogiar a combinação de instrumentos, conta: "O álbum mostra claramente a criatividade da banda e seus grandes pensamentos musicais que trabalham juntos".
CD Journal comentou que, apesar de algumas músicas serem pop e outras prog, há um bom senso de unidade entre elas, além de elogiar as linhas de baixo.

## Paradas
Alcançou a 8ª na Oricon Albums Chart e permaneceu na parada por quatro semanas. Na Billboard, alcançou a 11ª posição. É o segundo álbum mais vendido da banda, atrás apenas do álbum seguinte Lhasa, e vendeu cerca de 77,560 cópias enquanto esteve na Oricon.
Os singles "Ivory Trees", "The Scent" e "Nangoku" (南国) alcançaram a 22ª, 23ª e 25ª posição na Oricon Singles Chart, respectivamente.

## Faixas
| N.º            | Título                     | Duração |  |
| 1.             | "Night Flight"             | 4:13    |  |
| 2.             | "Nangoku" (南国)           | 4:07    |  |
| 3.             | "Sanskrit Shower"          | 5:57    |  |
| 4.             | "Ivory trees"              | 4:40    |  |
| 5.             | "Angolmois"                | 6:08    |  |
| 6.             | "Letters"                  | 4:52    |  |
| 7.             | "Henseifū" (偏西風)        | 5:09    |  |
| 8.             | "Nemuri Gusuri" (ねむり薬) | 8:13    |  |
| 9.             | "The Scent"                | 4:31    |  |
| 10.            | "Blueberry Rain"           | 6:11    |  |
| Duração total: | Duração total:             | 54:01   |  |

## Créditos
- Taka – vocais, teclado
- Hiro – guitarra solo
- Koji – guitarra rítmica
- Shuse – baixo
- Levin – bateria